# Myxozoa
Sous-embranchement
Position phylogénétique
- Cnidaires
  - Cyclozoaires† ?
  - Anthozoaires
    - Hexacorallia
    - Octocorallia

  - Médusozoaires
    - Hydrozoaires
    - Polypodiozoaires
    - Scyphozoaires
    - Staurozoaires
    - Cubozoaires

  - Myxozoaires
    - Malacovalvulida
    - Myxosporea
- Bilatériens

Les Myxozoa (du grec ancien μύξα / múxa « limon, mucus », la voyelle thématique ο et ζῷον / zỗion « animal ») sont un groupe de cnidaires ayant un mode de vie parasite. Ils ont longtemps été considérés comme des « protozoaires » du fait de leur forme unicellulaire. Ils se caractérisent toutefois par des spores pluricellulaires et leur phylogénie montre qu'il s'agit bien de cnidaires et donc de métazoaires.

## Description
Ce sont des organismes simples, constitués d'un faible nombre de cellules.
Plus de 1 300 espèces ont été décrites dont beaucoup infectent au cours de leur vie deux hôtes : un poisson et un annélide ou un bryozoaire.
Ils n'ont plus de gènes de développement et se reproduisent par spores. En général, la taille des spores de Myxosporea est comprise entre 10 et 20 μm alors qu'elle atteint 2 mm pour les Malacosporea.
L'infection intervient au moyen de spores qui présentent généralement une à deux valves (parfois jusqu'à 6) pouvant être dotées de longues protubérances. Ces spores contiennent une ou deux cellules sporoblastes et au moins une capsule polaire qui contient les filaments avec lesquels la spore s'ancre sur l'hôte.

## Position phylogénétique
La position phylogénétique présumée des myxozoaires a considérablement changé : longtemps considérés comme un phylum des protozoaires, les études portant sur l'ARN 18S ont confirmé leur appartenance aux métazoaires. Le débat a ensuite porté sur leur position parmi les Cnidaires ou les Bilatériens,.
La découverte que Buddenbrockia plumatellae, un parasite vermiforme pouvant atteindre 2 mm de long, était un myxozoaire pouvait accréditer l'hypothèse d'une origine bilatérienne des myxozoaires. En effet leur allure de ver leur donne une apparence superficielle de bilatérien. Toutefois, un examen plus attentif révèle que Buddenbrockia ne présente pas une symétrie bilatérale mais d'ordre 4.
Des recherches approfondies ont montré que les gènes HOX (typique des bilatériens) Myx1 à Myx3 trouvés chez les myxozoaires avaient pour origine le bryozoaire Cristatella mucedo et que le quatrième (Myx4) provenait du Grand brochet (Esox lucius). Ceci expliquait la méprise ; en analysant des tissus de myxozoaires contaminés par ceux de leurs hôtes bilatériens, on trouvait les myxozoaires artificiellement proches des bilatériens. Des clonages plus soigneux des 50 gènes codants du Buddenbrockia ont fait apparaître qu'ils appartenaient à un clade sévèrement modifié de cnidaires, proche des médusozoaires. Les similarités entre les capsules polaires des myxozoaires et les nematocystes des cnidaires avaient été remarquées il y a longtemps, mais on s'était persuadé qu'il ne fallait y voir qu'un phénomène d'évolution convergente.
Le positionnement exact des myxozoaires parmi les cnidaires reste à préciser. 
On a envisagé de les regrouper avec le genre Polypodium dans le clade putatif Endocnidozoa des cnidaires parasites. Des études récentes situent Buddenbrockia comme groupe frère d'un clade d'Hydrozoaires et de Scyphozoaires et Polypodium comme groupe frère des Hydrozoaires mais des études spécifiques restent à mener pour préciser leur position.
Enfin, une étude de 2015 comparant les génomes et les transcriptomes de deux myxozoaires (Kudoa iwatai et Myxobolus cerebralis) avec ceux d'un cnidaire parasite (Polypodium hydriforme), confirme l'appartenance des Myxozoaires à ce taxon.
Plus récemment, une étude de 2018 (A genome wide survey reveals multiple nematocyst-specific genes in Myxozoa Erez Shpirer1, Arik Diamant2, Paulyn Cartwright3* and Dorothée Huchon1,4) Met en évidence des protéines propres au nématocystes présente chez les myxozoaires. Permettant de justifier l'appartenance des myxozoaires au phylome des cnidaires.

## Caractères propres au groupe
- La spore présente deux cnidocytes modifiés, appelés « capsules polaires » et pourvues d'un filament.
- Les feuillets embryonnaires sont absents, mais cela pourrait constituer une perte secondaire résultant du mode de vie parasitaire.

## Écologie
Toutes les espèces de Myxozoaires sont parasites d'annélides ou de vertébrés poïkilothermes. Ils sont cosmopolites. 
L'infection intervient au moyen de spores valvées, ingérées par l'hôte. Celles-ci contiennent une ou deux cellules sporoblastes et au moins une capsule polaire qui émet des filaments polaires après ingestion, ralentissant ainsi la progression dans le tube digestif et permettant l'ancrage de la spore sur l'hôte.
Après germination de la spore, les sporoblastes sont libérés sous une forme motile (amiboïde), appelée amoebula, qui traverse la paroi intestinale et migre jusqu'au tissu cible où elle se développe en un ou plusieurs plasmodia multinucléaire. Certains noyaux s'appairent, l'un absorbant l'autre, pour former de nouvelles spores.
Certains myxozoaires, parasites de vertébrés, présentent un cycle de vie complexe faisant intervenir l'infection d'un protostomien.

## Classification
- Sous-classe : Malacosporea Canning et al., 2000
  - Malacovalvulida
    -       - Tetracapsulidae
- Sous-classe :Myxosporea Bütschli, 1881
  - Multivalvulida
    -       - Kudoidae
      - Trilosporidae

  - Bivalvulida
    - Bipolarina
      - Myxoproteidae

    - Platysporina
      - Myxobolidae

    - Sphaeromyxina
      - Sphaeromyxidae

    - Variisporina
      - Alatosporidae
      - Auerbachiidae
      - Ceratomyxidae
      - Chloromyxidae
      - Fabesporidae
      - Myxidiidae
      - Ortholineidae
      - Parvicapsulidae
      - Sinuolineidae
      - Sphaerosporidae

Le groupe aujourd'hui désuet des Actinosporea représente un stage de développement, mais leur attribution aux espèces de Myxosporea est problématique.

### Quelques espèces parmi les 1600 connues
- Classe Malacosporea
  - Buddenbrockia plumatellae Schroeder, 1910
  - Tetracapsuloides bryosalmonae - un important parasite des saumons.
- Classe Myxosporea
  - Myxobolus cerebralis - un important parasite des saumons et truites.
  - Myxobolus pfeifferi
  - Triactinomyxon ignotum Štolc, 1899 (parasite de Tubifex)